# 石踊昌一
石踊 昌一（いしおどり・しょういち）は、NHKの職員で、元アナウンサー。

## 経歴
鹿児島県立鹿屋高等学校を経て都留文科大学卒業後、1978年入局。
主に西日本の放送局で勤務。妻の意向もあり関西方面を特に気に入っている。2009年6月の幹部級異動で現在の大阪局に異動したが、そこでは裏方に回り、NHKの方針変更もあり大阪局サイトのアナウンサーリストには名前が登載されなかった。
好きな食べ物は、炊き合わせ、おひたしなどの和食。趣味はビデオ撮影。

## 過去の担当番組
- FMリクエストアワー（NHK-FM 京都、津）
- 京都局制作番組のナレーション
- おうみ発610
- おうみ発645（ローテーション担当）